# Belmont (Sutton)
Belmont – dzielnica Londynu, w Wielkim Londynie, leżąca w gminie Sutton. Leży 20 km od centrum Londynu. W 2011 roku dzielnica liczyła 10 048 mieszkańców.